# Ségrégation résidentielle aux États-Unis
La ségrégation résidentielle aux États-Unis, qui s'inscrit dans le cadre plus large de la ségrégation raciale dans ce pays, est un ensemble de pratiques qui dénie aux minorités ethniques, principalement les Afro-Américains, un accès équitable au logement. Elle se manifeste par de la désinformation, le déni de services immobiliers, le déni de services financiers et le « guidage racial » (pratique qui consiste à guider des acheteurs immobiliers vers certains types de logements selon leur appartenance ethnique),,.
Les politiques du logement aux États-Unis ont durablement influencé ces pratiques,, où trois lois jouent un rôle essentiel : la National Housing Act, le G.I. Bill de 1944 et la Fair Housing Act (en) de 1968,,,.
Le statut socio-économique, l'isolement spatial et l'immigration influencent la ségrégation résidentielle,,,, à la source de plusieurs conditions défavorables parmi les populations touchées : relocalisation forcée, niveaux socio-économiques inégaux et pauvreté,,,,,,.
Toutefois, des mesures ont été mises en vigueur pour lutter contre cette ségrégation, telle la section 8 de la Housing Act of 1937,.